# Холбрук
Холбрук (на английски: Holbrook) е град в окръг Навахо, щата Аризона, САЩ. Холбрук е с население от 5091 жители (2007) и обща площ от 39,9 km². Намира се на 1549 m надморска височина. ЗИП кодът му е 86025, а телефонният му код е 928.